# Stimmhafter uvularer Vibrant
Der stimmhafte uvulare Vibrant ist ein Konsonant, der in verschiedenen Sprachen in Verwendung ist. Im internationalen phonetischen Alphabet wird er mit [ʀ] wiedergegeben.
Bei diesem Phon handelt es sich um einen egressiven konsonantischen Laut. Die Artikulationsart ist Vibrant, der Artikulationsort das Gaumenzäpfchen, weswegen der Laut als uvular gilt. Zudem ist der Laut stimmhaft.
Orthographisch realisiert wird der stimmhafte uvulare Vibranten in verschiedenen Sprachen wie folgt:
- Deutsch: mögliche Realisierung des Phonems /r/ (siehe Aussprache der deutschen Sprache)
  - Beispiele: Rübe
- Armenisch: Armenischer Buchstabe ղ (ghat), transkribiert gh, transliteriert ł.
  - Beispiele: տղա (tgha, zu Deutsch Junge), Բաղդասար (Baghdassar, zu Deutsch Balthasar), Բաղդադ (zu Deutsch Bagdad)
- Niederländisch: mögliche Realisierung des Phonems /r/
  - Beispiele: rood (rot)
- Okzitanisch: r
  - Beispiele: cabra (Ziege)
- Swahili: gh
  - Beispiel: ghali (teuer)

| Pulmonale Konsonanten gemäß IPA (2005) | bilabial | bilabial | labio- dental | labio- dental | dental | dental | alveolar | alveolar | post- alveolar | post- alveolar | retroflex | retroflex | palatal | palatal | velar | velar | uvular | uvular | pha- ryngal | pha- ryngal | glottal | glottal |
| --- | -------- | -------- | ------------- | ------------- | ------ | ------ | -------- | -------- | -------------- | -------------- | --------- | --------- | ------- | ------- | ----- | ----- | ------ | ------ | ----------- | ----------- | ------- | ------- |
| Pulmonale Konsonanten gemäß IPA (2005) | stl.     | sth.     | stl.          | sth.          | stl.   | sth.   | stl.     | sth.     | stl.           | sth.           | stl.      | sth.      | stl.    | sth.    | stl.  | sth.  | stl.   | sth.   | stl.        | sth.        | stl.    | sth.    |
| Plosive | p        | b        |               |               |        |        | t        | d        |                |                | ʈ         | ɖ         | c       | ɟ       | k     | ɡ     | q      | ɢ      |             |             | ʔ       |         |
| Nasale |          | m        |               | ɱ             |        |        |          | n        |                |                |           | ɳ         |         | ɲ       |       | ŋ     |        | ɴ      |             |             |         |         |
| Vibranten |          | ʙ        |               |               |        |        |          | r        |                |                |           |           |         |         |       |       |        | ʀ      |             |             |         |         |
| Taps/Flaps |          |          |               | ⱱ             |        |        |          | ɾ        |                |                |           | ɽ         |         |         |       |       |        |        |             |             |         |         |
| Frikative | ɸ        | β        | f             | v             | θ      | ð      | s        | z        | ʃ              | ʒ              | ʂ         | ʐ         | ç       | ʝ       | x     | ɣ     | χ      | ʁ      | ħ           | ʕ           | h       | ɦ       |
| laterale Frikative |          |          |               |               |        |        | ɬ        | ɮ        |                |                |           |           |         |         |       |       |        |        |             |             |         |         |
| Approximanten |          |          |               | ʋ             |        |        |          | ɹ        |                |                |           | ɻ         |         | j       |       | w¹    |        |        |             |             |         |         |
| laterale Approximanten |          |          |               |               |        |        |          | l        |                |                |           | ɭ         |         | ʎ       |       | ʟ     |        |        |             |             |         |         |
| ¹Als stimmhafter velarer Approximant (Halbvokal) wurde hier die labialisierte Variante [w] eingefügt, anstatt der nicht labialisierten Variante [ɰ]. |          |          |               |               |        |        |          |          |                |                |           |           |         |         |       |       |        |        |             |             |         |         |